# گاردنر (مین)
گاردنر(به انگلیسی: Gardiner) شهری در ایالت مین کشور ایالات متحده آمریکا است که جمعیت آن در سرشماری سال ۲۰۱۰ میلادی، ۵٬۸۰۰ نفر بوده‌است.

## نگارخانه

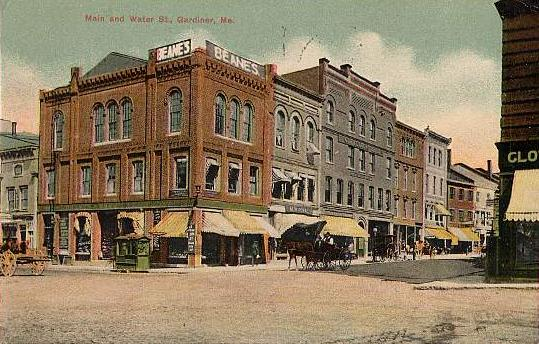
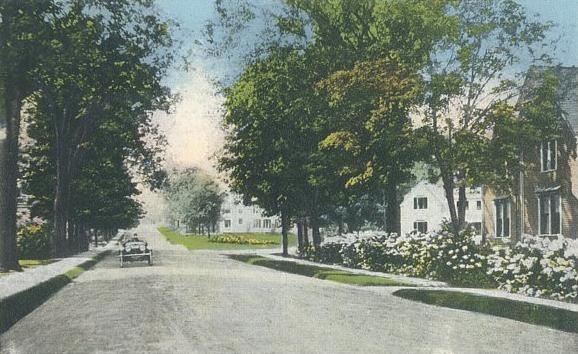
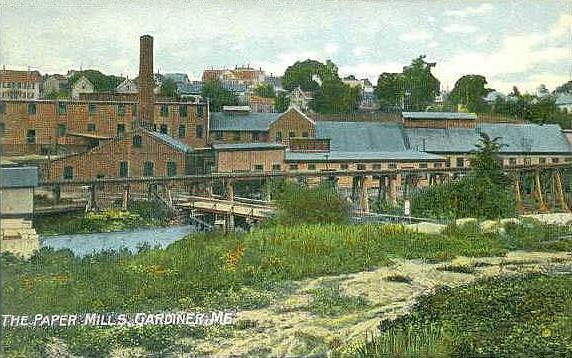